# HMS Wedgeport (J139)
Le HMS Wedgeport (pennant number J139)  est un dragueur de mines de la Classe Bangor lancé pour la Royal Navy (RN) et qui a servi pendant la Seconde Guerre mondiale.

## Conception
Le Wedgeport est commandé dans le cadre du programme de la classe Bangor de 1940-41 le 28 novembre 1940 pour le chantier naval de Dufferin Shipbuilding Company à Toronto dans la province d'Ontario au Canada. La pose de la quille est effectuée le 29 avril 1941, le Wedgeport est lancé le 2 août 1941 et mis en service le 21 avril 1942.
La classe Bangor doit initialement être un modèle réduit de dragueur de mines de la classe Halcyon au service de la Royal Navy,. La propulsion de ces navires est assurée par 3 types de motorisation: moteur diesel, moteur à vapeur à pistons double ou triple expansions et turbine à vapeur. Cependant, en raison de la difficulté à se procurer des moteurs diesel, la version diesel a été réalisée en petit nombre.
Les dragueurs de mines de classe Bangor version anglaise à moteur alternatif à vapeur déplacent 684 tonnes en charge normale. Afin de pouvoir loger les chaufferies, ce navire possède des dimensions plus grandes que les premières versions à moteur diesel avec une longueur totale de 58 mètres LHT, une largeur de 8,69 mètres et un tirant d'eau de 3,2 mètres. Ce navire est propulsé par 2 moteurs alternatifs verticaux à triple expansions alimentés par deux chaudières à tubes d'eau à trois tambours Admiralty et entraînant deux arbres d'hélices. Les moteurs développent une puissance de 2 400 chevaux-vapeur (1 790 kW) et atteignent une vitesse maximale de 16 nœuds (30 km/h). Le dragueur de mines peut transporter un maximum de 163 tonnes de fioul qui lui donne un rayon d'action de 2 800 milles marins (5 200 kilomètres) à 10 nœuds (19 km/h).
Leur manque de taille donne aux navires de cette classe de faibles capacités de manœuvre en mer, qui seraient même pires que celles des corvettes de la classe Flower. Les versions à moteur diesel sont considérées comme ayant de moins bonnes caractéristiques de maniabilité que les variantes à moteur alternatif à faible vitesse. Leur faible tirant d'eau les rend instables et leurs coques courtes ont tendance à enfourner la proue lorsqu'ils sont utilisés en mer de face.
Les navires de la classe Bangor sont également considérés comme exigus pour les membres d'équipage, entassant plus de 60 officiers et matelots dans un navire initialement prévu pour un total de 40 hommes.
Les Bangors équipés de moteur à vapeur à pistons double ou triple expansions sont armés d'un canon anti-aérien QF de 12 livres (7,62 cm) et d'un canon AA QF de 2 livres (4 cm) ou d'un quadruple affût pour la mitrailleuse Vickers .50. Sur certains navires, le canon de 2 livres est remplacé par un canon AA Oerlikon de 20 mm simple ou double, tandis que la plupart des navires sont équipés de quatre affûts Oerlikon simples supplémentaires au cours de la guerre. Pour les missions d'escortes, leur équipement de dragage de mines peuvent être échangé contre une quarantaine de grenades sous-marines.

## Histoire

### Seconde Guerre mondiale
Le 5 août 1942, le Wedgeport participe à des exercices de lutte anti-sous-marine sous la conduite du sous-marin de classe H HMS H 32 (N32) au large de Lough Foyle accompagné de son sister ship HMS Parrsboro (J117), le destroyer HMS Watchman (D26) et la corvette HMS Anemone (K48).
Le 24 novembre 1942, le Wedgeport participe à des exercices de lutte anti-sous-marine sous la conduite du sous-marin de classe H HMS H 43 (N43) au large de Tobermory avec le destroyer HMS St Marys (I12).
Le 27 novembre 1942, le Wedgeport participe à des exercices de lutte anti-sous-marine sous la conduite du sous-marin H 43 au large de Tobermory avec la frégate HMS Test (K239).
Le 13 janvier 1943, le Wedgeport participe à des exercices de lutte anti-sous-marine sous la conduite du sous-marin de classe H HMS H 34 (N34) au large de Lough Foyle avec le destroyer HMS Sardonyx (H26). Le lendemain, le 14 janvier 1943, le dragueur de mines HMS Dornoch (J173) les rejoint pour ces exercices, puis le 15 janvier, ils sont accompagnés de la corvette HMS Starwort (K20) pour parfaire leurs entraînements.
Le 5 mai 1943, le Wedgeport participe à des exercices de lutte anti-sous-marine sous la conduite du sous-marin de classe H HMS H 33 (N33) au large de Lough Foyle avec son sister ship Parrsboro et les corvettes HMS Balsam (K72) et HMS Coltsfoot (K140).

### Après-guerre
Le Wedgeport est vendu le 11 septembre 1946 à l'Égypte sous le nom de Sollum. Il est perdu le 7 avril 1953 dans le mauvais temps au large d'Alexandrie.

### Participation auxconvois
Le Wedgeport a navigué avec les convois suivants au cours de sa carrière:
1. Convoi ETC 81
2. Convoi GUS 10
3. Convoi HX 198
4. Convoi KMS 10G
5. Convoi KMS 12G
6. Convoi KMS 14
7. Convoi KMS 14G
8. Convoi MKS 9
9. Convoi MKS 11
10. Convoi MKS 13G
11. Convoi MKS 20
12. Convoi OS/KMS 47KM
13. Convoi PW 234
14. Convoi SL/MKS 129MK
15. Convoi UGS 8
16. Convoi WP 455

### Commandement
- T/Lieutenant (T/Lt.) George Lidwell Fetherstonhaugh (RNR) du 1er avril 1942 au 23 septembre 1943
- T/Lieutenant (T/Lt.) Cyril Austin Greig (RNVR) du 23 septembre 1943 au 14 février 1944
- Lieutenant (Lt.) James Ayton (RN) du 14 février 1944 au 16 mars 1945
- T/Lieutenant (T/Lt.) Thomas Norman Baker (RNR) du 16 mars 1945 au 1er octobre 1945

Notes:
RN: Royal Navy
RNR: Royal Naval Reserve
RNVR: Royal Naval Volunteer Reserve